# Эвглена кровавая
Эвглена кровавая (лат. Euglena sanguinea) — вид протистов из класса Эвгленовые типа Эвгленозои. Передвигается с помощью маленького жгутика. Клетка эвглены кровавой обычно веретеновидной формы и красного или жёлтого цвета.

## Описание
Клетки веретеновидные или веретеновидно-цилиндрические, 78—120—(150) мкм длиной и 22—30—(35,4) мкм шириной. Передний конец слегка сужен и косо закруглён, с тонким и длинным жгутиком в 1,5—2 раза длиннее клетки. Задний конец переходит в короткий, туповатой бесцветный отросток. Клетки способны к метаболическому движению. Перипласт со спиральными рядами мелких точек или тонких штрихов. Ядро шаровидное, расположено посередине клетки или немного сзади. Стигма крупная (4 мкм в диаметре), прилегает к передней части резервуара. Многочисленные хлоропласты образуют под перипластом тёмно-зелёный внутренний слой. Они имеют форму вогнутых пластинок, радиально рассечёнными на ленты. В центре находится двускорлупчатый пиреноид. Иногда скорлупки редуцируются или пиреноиды не выражены. На свету вырабатывает красный пигмент гематохром, который маскирует хлоропласты. Однако в тени гематохром концентрируется в центре клетки, открывая их. Под хлоропластами в большом количестве откладываются округлые или широкоэллипсоидные зёрна парамилона до 9—10 мкм в диаметре.
Клетки могут округляться и приобретать тонкую слизистую оболочку, переходя в пальмеллевидное состояние. На этой стадии происходит деление. Может образовывать споры в виде округлых клеток с толстой студенистой оболочкой.

## Экология
Обитает в малых пресных и слабо солоноватых водоёмах, в озёрах, прудах, ямах, по краю болот, на рисовых полях, в небольших углублениях в камнях. Предпочитает эвтрофные нейтральные или слабощелочные (pH 6,5—7,8) воды. При массовом развитии может вызывать цветение водоёмов, придавая воде розоватый или красный оттенок, а плёнкам на поверхности — кирпично-красный или красновато-бурый цвет и специфический запах. Вечером и ночью «цветущие» водоёмы становятся зелёными. При большом скоплении на поверхности воды клетки становятся многоугольными. При высыхании воды образует кирпично-красные налёты на почве.

## Родственные виды
Ближайшими родственниками эвглены кровавой являются эвглена зелёная и эвглена снежная (Euglena nivalis). При массовом размножении этих видов наблюдается так называемое «цветение снега». Ещё Аристотель в IV веке до н. э. описал появление «кровавого» снега. Чарльз Дарвин наблюдал это явление во время своего путешествия на корабле «Бигль».